# Panton Meureubo
Pt. Meureubo is een bestuurslaag in het regentschap Aceh Timur van de provincie Atjeh, Indonesië. Pt. Meureubo telt 120 inwoners (volkstelling 2010).